# ماريوس بونيه
ماريوس بونيه (بالإنجليزية: Marius Bonnet) ولد بتاريخ 12 أكتوبر 1921 في مارسيليا، وتوفي في 26 يوليو 2003 في مارسيليا، كان دراج فرنسي.

## روابط خارجية
- ماريوس بونيه على موقع أرشيف الدراجات (الإنجليزية)
- ماريوس بونيه على موقع إحصائيات الدراجات الإحترافية (الإنجليزية)